# Begraafplaats Nieuw Valkeveen
Begraafplaats Nieuw Valkeveen is een algemene begraafplaats en gemeentelijk monument aan de Valkeveenselaan 58 in Naarden. De rechthoekige begraafplaats van ruim anderhalve hectare wordt aan alle zijden door begroeiïing omgeven. Het terrein wordt begrensd door de Amersfoortsestraatweg, een strook bosplantsoen achter de Brediusweg en het Nicolaas Beetspad.
Toen de Oude begraafplaats van Naarden vol raakte, ontstond behoefte aan een nieuwe algemene begraafplaats. De nieuwe begraafplaats werd in 1936/1937 ontworpen door tuinarchitect Dirk Tersteeg in de Nieuwe Architectonische Tuinstijl. De van veel groen voorziene begraafplaats van 400 bij 130 meter bood plaats aan 308 huurgraven, 2400 koopgraven, 150 kindergraven en 25 familiegraven. Tersteeg bracht enkele zichtlijnen aan die het grote grasveld in het midden omzomen. Doordat vanaf de entree, aula en de hoofdpaden geen graven zichtbaar kreeg de begraafpaats een parkachtig karakter. Het ontwerpen van de begraafplaats was Tersteegs laatste werk. Vanwege ziekte heeft hij het plan niet meer zelf kunnen afmaken.
Nieuw Valkeveen werd in 1944 in gebruik genomen. De aula in sobere functionalistische stijl uit 1953 is een ontwerp van Heijsteeg, directeur gemeentewerken. 
Het terrein voor de begraafplaats werd aangelegd in het kader van de werkverschaffing. Een groot deel van Tersteegs oorspronkelijke plan is nog niet aangelegd.
Op het herdenkingsmonument De Nachtegaal is een ontwerp van de Naardense kunstenares Ellen Broens uit Naarden. Nagestaanden kunnen op het monument een glazen naamplaatje laten plaatsen. Deze glaspanelen vormen samen de beeltenis van ‘een steen in het water’.